# قائمة سفراء السعودية لدى السويد
سفير المملكة العربية السعودية لدى السويد هو الممثل الرسمي للمملكة العربية السعودية لدى السويد، حيث يقع مقر السفارة السعودية في العاصمة السويدية ستوكهولم. يشغل منصب السفير حاليًا إيناس الشهوان منذ 21 أبريل 2021.

## قائمة السفراء
| رئيس البعثة الدبلوماسية    | تاريخ الاعتماد الدبلوماسي | تاريخ الانتهاء  | ملك السعودية                   | رئيس وزراء السويد | ملاحظات |
| -------------------------- | ------------------------- | --------------- | ------------------------------ | ----------------- | --- |
| جواد مصطفى                 | يناير 1, 1957             | ديسمبر 31, 1963 | سعود بن عبد العزيز آل سعود     | تاغ إيرلاندر      | |
| ناصر بن حمد المنقور        | يناير 1, 1968             | ديسمبر 31, 1973 | فيصل بن عبد العزيز آل سعود     | تاغ إيرلاندر      | الشيخ ناصر المنقور |
| عبد الله موسى              | يناير 1, 1985             |                 | فهد بن عبد العزيز آل سعود      | أولوف بالمه       | قائم بالأعمال |
| مروان بشير الرومي          | يناير 1, 1994             | ديسمبر 31, 1994 | فهد بن عبد العزيز آل سعود      | إينغفار كارلسون   | قائم بالأعمال |
| إسماعيل حسن آل عجلان       | يناير 1, 2002             | ديسمبر 31, 2003 | فهد بن عبد العزيز آل سعود      | جوران بيرسون      | قائم بالأعمال |
| بدر بن عثمان بخش           | يناير 1, 2004             | ديسمبر 31, 2005 | فهد بن عبد العزيز آل سعود      | جوران بيرسون      | - 1988: مراقب دائم للمملكة العربية السعودية لدى منظمة الدول الأمريكية. - 1992 في مدريد.                                                            |
| عبد الرحمان بن محمد الجديع | مايو 20, 2008             | ديسمبر 9, 2013  | عبد الله بن عبد العزيز آل سعود | فريدريك رينفلت    | [ 4 ] |
| إبراهيم بن سعد آل إبراهيم  | مايو 20, 2014             | يناير 12, 2017  | عبد الله بن عبد العزيز آل سعود | ستيفان لوفن       | في 2015، أعلنت وزارة الخارجية السويدية عن نيتها استدعاء السفير السعودي احتجاجًا على جلد السلطات السعودية المدون رائف بدوي بتهم الإساءة إلى الإسلام. |
| عبد العزيز بن حمود الزيد   | يناير 12, 2017            | 21 أبريل 2021   | سلمان بن عبد العزيز آل سعود    | ستيفان لوفن       | [ 7 ] |
| إيناس الشهوان              | 22 أبريل 2021             |                 | سلمان بن عبد العزيز آل سعود    | ستيفان لوفن       | |